# العلاقات البنغالية الباكستانية

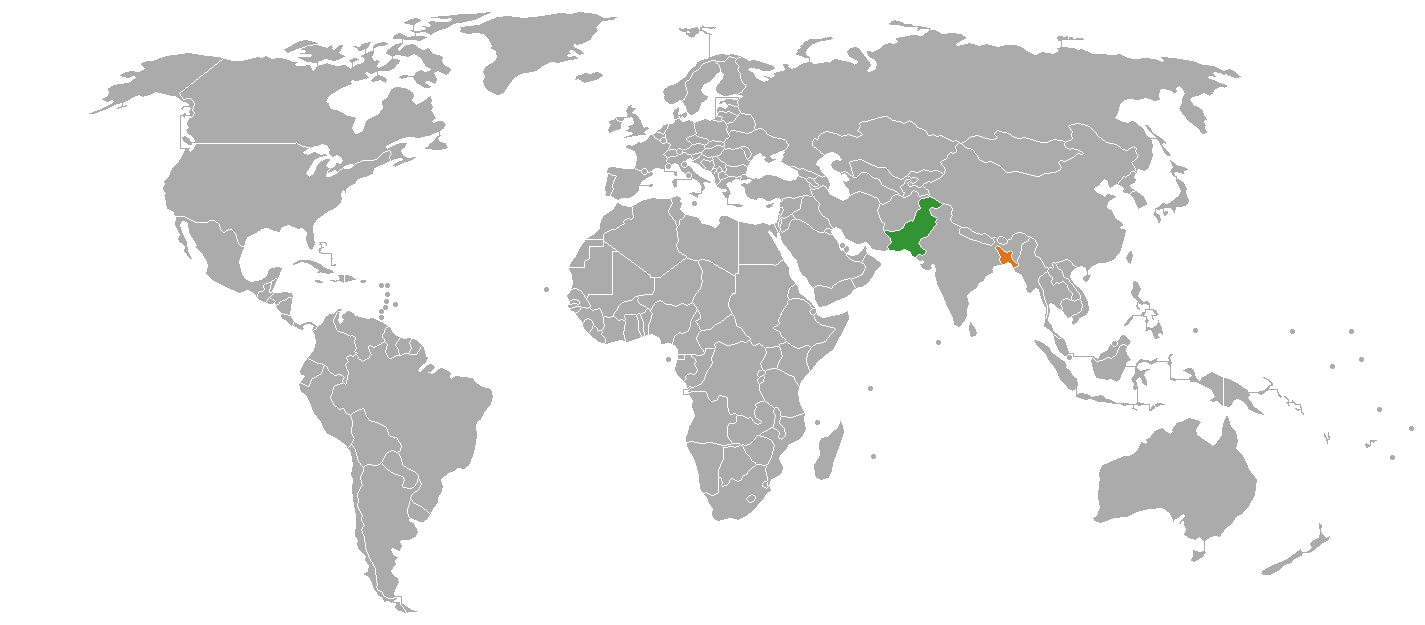
العلاقات بين باكستان وبنجلاديش: تاريخ مشترك وتأثيرات جغرافية

تعد باكستان وبنغلاديش دولتين ذات أغلبية مسلمة في جنوب آسيا. شكل البلدان دولة واحدة لمدة 24 عامًا بعد نهاية الحكم البريطاني. أسفرت حرب الاستقلال البنغلاديشية في عام 1971 عن انفصال باكستان الشرقية باسم جمهورية بنغلاديش الشعبية. اعترفت باكستان (باكستان الغربية سابقًا) ببنغلاديش في عام 1974 بعد ضغوط من جميع أنحاء العالم الإسلامي.
يُعد البلدان عضوين مؤسسين في رابطة جنوب آسيا للتعاون الإقليمي، وعضوين في مجموعة الدول الثماني الإسلامية النامية، ومنظمة التعاون الإسلامي ودول الكومنولث. صُنِّف كلاهما ضمن الاقتصادات الناشئة الإحدى عشر التالية. تملك بنغلاديش مفوضية عليا في إسلام أباد، وتملك باكستان مفوضية عليا في دكا.

## التاريخ

### حرب التحرير والاستقلال
دُمِجت بنغلاديش في باكستان بعد تقسيم الهند البريطانية في عام 1947. عُرِفت بنغلاديش باسم البنغال الشرقية حتى عام 1955، وبعد ذلك باسم باكستان الشرقية بعد تنفيذ برنامج الوحدة الواحدة (وان يونيت).
نمت العلاقات الثنائية بين الطرفين بتوتر بسبب عدم الاعتراف الرسمي باللغة البنغالية، والديمقراطية، والحكم الذاتي الإقليمي، والتفاوت بين الطرفين، والتمييز العرقي، وجهود الإغاثة الضعيفة وغير الفعالة التي بذلتها الحكومة المركزية بعد إعصار بولا في عام 1970، والذي أثر على الملايين في باكستان الشرقية. أدت هذه المظالم إلى العديد من الاضطرابات السياسية في البنغال الشرقية وصراع في نهاية المطاف من أجل الاستقلال الكامل. بدأت القوات المسلحة الباكستانية في مارس عام 1971 «عملية مناورة» التي استهدفت المثقفين والنشطاء السياسيين والهندوس والأقليات الأخرى. ما يزال عدد الأشخاص الذين قتلوا على يد القوات الباكستانية محل خلاف، فتراوحت التقديرات بين 300 ألف إلى 3 ملايين. لجأ حوالي 8-10 ملايين شخص إلى الهند. تمرد العديد من رجال الشرطة والجنود البنغاليين، وشكل القوميون حركة مقاومة العصابات، موكتي باهيني، بدعم هندي وسوفييتي. هزمت القوات المشتركة للجيش الهندي وموكتي باهيني، والتي عُرفت لاحقًا باسم القوات المسلحة البنغلاديشية، القوات الباكستانية في باكستان الشرقية، وتأسست دولة بنغلاديش المستقلة، وذلك عندما اندلعت حرب معلنة بين باكستان الشرقية وباكستان الغربية في ديسمبر عام 1971.

### الخلافات الدبلوماسية بين عامي 2015-2016
زُعم أن مسؤولين من المفوضية العليا الباكستانية في دكا يمولون الأنشطة الإرهابية لمنظمة جماعة المجاهدين البنغلاديشية المحظورة في حادثين منفصلين. اتهمت وزارة الخارجية البنغلاديشية المسؤول الدبلوماسي مظهر خان بإدارة تجارة غير مشروعة للعملة الهندية في دكا إلى جانب صلات مزعومة بالمسلحين. أكدت وزارة الخارجية الباكستانية أن المزاعم ضده لا أساس لها، وعبرت عن أسفها تجاه الحادث.
سحبت باكستان في ديسمبر عام 2015 الدبلوماسية فارينا أرشد بعد أن طلبت السلطات البنغلاديشية منها المغادرة بسبب تقديمها «دعمًا ماليًا لمتشدد مشتبه به يواجه اتهامات بالتجسس». ادعى الناشط في جماعة مجاهدي بنغلاديش إدريس شيخ، والذي يحمل الجنسية الباكستانية أيضًا، أنه تلقى أموالًا منها وكان على اتصال بها لبعض الوقت. قالت وزارة الخارجية الباكستانية إن باكستان سحبت أحد دبلوماسيها من بنغلاديش بعد العديد من «المضايقات». نفى بيان رسمي من إسلام أباد الاتهامات ووصفها بأنها «لا أساس لها من الصحة»، مضيفًا إلى أن «حملة إعلامية متواصلة ومنسقة شُنَّت ضدها بتهم ملفقة».
طلبت إسلام أباد من دكا في يناير عام 2016 استدعاء الدبلوماسية الكبيرة موشومي رحمن من المفوضية العليا في إسلام أباد في غضون 48 ساعة. قالت مصادر دبلوماسية في إسلام أباد لوسائل الإعلام إن رحمن متورطة في «أنشطة مناهضة للدولة في باكستان» وأن الأجهزة الأمنية المعنية استمرت في مراقبتها.

### 2018 حتى الوقت الحاضر
بدأ البلدان ببطء في تطبيع العلاقات بعد انتخاب عمران خان رئيسًا لوزراء باكستان، ومن الملفت للنظر أن خان أجرى مكالمة هاتفية مع الشيخة حسينة في يوليو عام 2020، بعد إعلان السياسة الخارجية لبنغلاديش عن إعلان «الصداقة مع الجميع وعدم الحقد على أحد»، ودعاهها لإسلام أباد. ذكرت حسينة لاحقًا أنها مهتمة بتعزيز العلاقات الثنائية مع باكستان. ألغت حكومة باكستان جميع متطلبات التأشيرة للمواطنين البنغاليين بعد اجتماع مع شهريار عالم في 7 يناير عام 2021.

## قضايا الإقامة

### بنغلاديشيون في باكستان
كان هناك وجود لأشخاص من بنغلاديش الحديثة في باكستان الحالية منذ أجيال، حتى في أوقات الحكم البريطاني. استمر هذا منذ عام 1971 وما بعده، وامتد إلى ثمانينيات القرن العشرين عندما دخلت أعداد هائلة من البنغاليين باكستان. أدى ذلك إلى حملة قمع من قبل حكومة بينظير بوتو في تسعينيات القرن العشرين بعد استياء عام وشكاوى من الجرائم والاضطرابات الاجتماعية. يوجد اليوم حوالي مليوني بنغلاديشي غير مسجلين في باكستان. كان هناك عدد قليل من الطلاب المغتربين البنغلاديشيين الذين يدرسون في باكستان، ولكن بدأ هذا العدد بالتناقص، ويعود ذلك بشكل أساسي إلى المخاوف الأمنية في البلاد.

### اللاجئون البهاريون
تُعد قضية الجدل المستمر حول وضع وعودة البهاريين (الذين يُطلق عليهم أيضًا اسم الباكستانيون العالقون) إلى باكستان. بلغ عدد سكان هذه المجتمعات حوالي 540 ألف شخص، وهاجروا من ولاية بهار الهندية إلى ما أصبحت اليوم باكستان الشرقية بعد تقسيم الهند في عام 1947. دعمت هذه المجتمعات الحكومة الباكستانية خلال حرب الاستقلال البنغلاديشية، وأرادت فيما بعد الهجرة إلى باكستان التي توقفت وترددت عن ذلك. أُعيد حوالي 127 ألف شخص إلى أوطانهم بحلول عام 1982، وبقي حوالي 250 ألف شخص يطالبون بالعودة إلى الوطن. ظهر بعض التقدم في هذا المجال في عام 1985 عندما وافق الرئيس الباكستاني ضياء الحق على قبول دخول «الباكستانيين العالقين». وقع الرئيس الباكستاني برويز مشرف في زيارة له إلى بنغلاديش في عام 2002 على العديد من الاتفاقيات الثنائية؛ ولكنه قال إنه لا يمكنه السماح بهجرة البهاريين إلى باكستان في الوقت الحالي.

### العلاقات الدفاعية
تحسنت العلاقات الدفاعية بشكل كبير في ظل الأنظمة العسكرية لضياء الرحمن وحسين محمد إرشاد في بنغلاديش، والتي نمت أكثر بعدًا عن حليفتها في الحرب، الهند. أثرت المخاوف المشتركة بشأن القوة الإقليمية للهند في التعاون الاستراتيجي، فأدى ذلك إلى تقديم عدة أسراب من الطائرات المقاتلة من طراز إف-6 إلى سلاح الجو البنغلاديشي في أواخر ثمانينيات القرن العشرين.

### التجارة الثنائية
شهدت التجارة الثنائية بين البلدين نموًا بطيئا خلال السنوات الماضية. نمت صادرات باكستان إلى بنغلاديش بمعدل سنوي متوسط قدره 7.6% خلال فترة أحد عشر عامًا بين عامي 2000-2001 و2010-2011، ونمت الواردات من بنغلاديش بمعدل 9.2%. بلغت القيمة الإجمالية للتجارة (التصدير زائد الاستيراد) بين البلدين بين عامي 2010-2-011 حوالي 983 مليون دولار. قرر البلدان وضع اللمسات الأخيرة على اتفاقية التجارة الحرة الثنائية لإعطاء دفعة للتجارة الثنائية بين باكستان وبنغلاديش. ستمهد اتفاقية التجارة الحرة الطريق لفتح الفرص التجارية وستساعد على توسيع التجارة بين البلدين.
تشمل الصادرات الباكستانية الرئيسية إلى بنغلاديش القطن، والآلات، والنفط، والبلاستيك، والأجهزة الميكانيكية. تشمل الصادرات البنغلاديشية الرئيسية إلى باكستان المنسوجات، والمنتجات الزراعية، والأحذية الجلدية والمنتجات الجلدية الأخرى.
يبلغ حجم التجارة الحالية بين البلدين 340 مليون دولار، والذي وصفه نائب المندوب السامي لبنغلاديش روح عالم صدّيقي بأنه مبلغ «ضئيل عند الأخذ في عين الاعتبار تعداد السكان المشترك» (لكلا البلدين). شملت المناطق التي أمل أن تحفز الاستثمار من باكستان إلى بنغلاديش قطاعي المنسوجات والطاقة. بلغت صادرات باكستان إلى بنغلاديش 736 مليون دولار أمريكي وفقًا لبيانات بنك الدولة الباكستاني؛ وبلغت صادرات بنغلاديش إلى باكستان 44 مليون دولار أمريكي منذ عام 2019.